# Camp de forces (química)

Camp de forces

En modelat molecular, un camp de forces fa referència a la forma i els paràmetres de funcions matemàtiques que s'utilitzen per a descriure l'energia potencial d'un sistema de partícules.